# Rio Agrișteu
O Rio Agrișteu é um rio da Romênia afluente do rio Târnava Mică, localizado no distrito de Mureș.